# Porta Esquilina
La Porta Esquilina era una porta de la Muralla Serviana de la que avui es conserva l'Arc de Gal·liè. La tradició diu que es va construir al segle vi aC, quan es creia que la Muralla Serviana l'havia construïda el rei romà Servi Tul·li. Els estudiosos i l'evidència de l'arqueologia indiquen que es va aixecar al segle iv aC. L'arc de la porta es va tornar a dedicar l'any 262 en honor de l'emperador Gal·liè.

## Situació

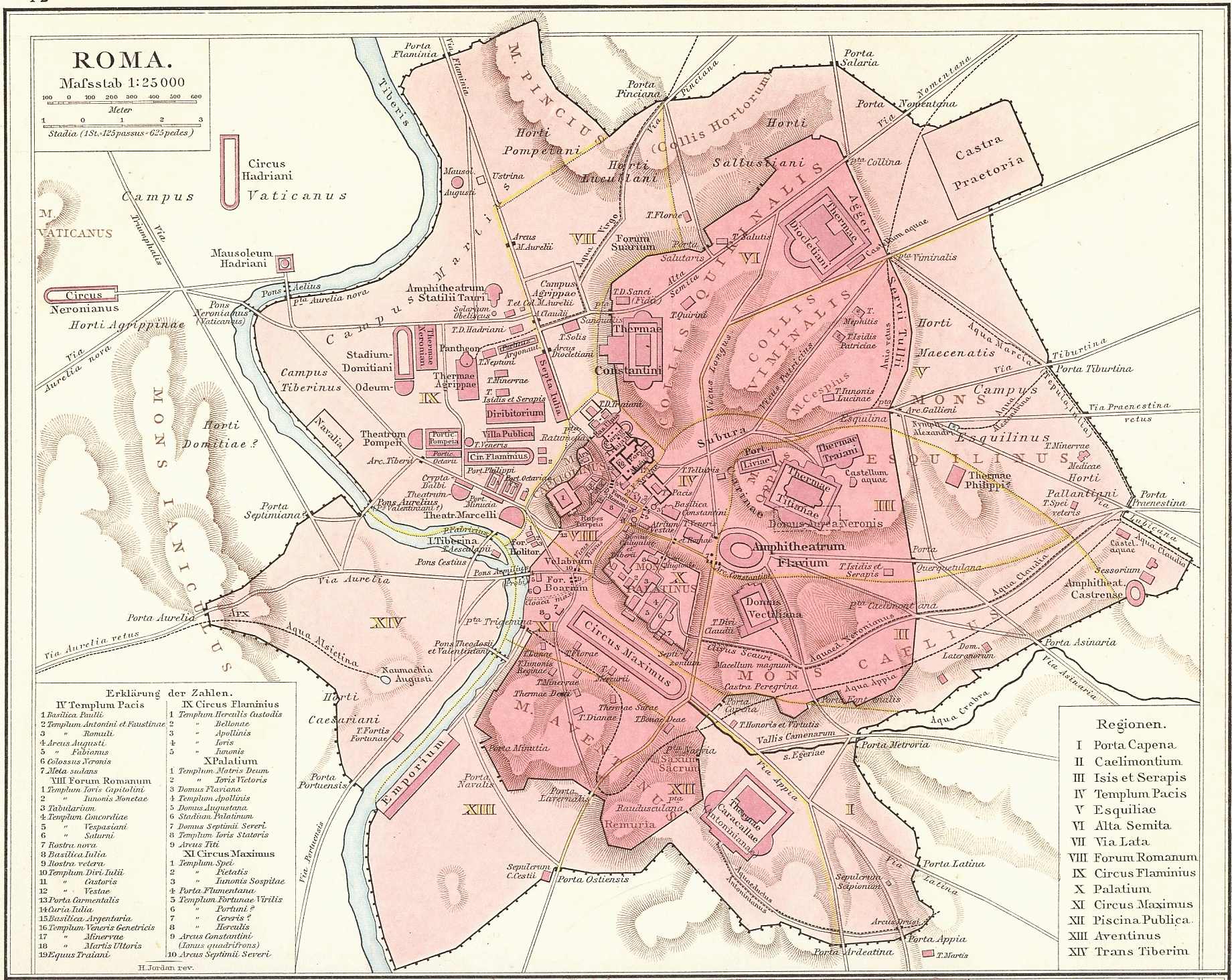
Roma amb les muralles Servianes

La Porta Esquilina permetia el pas entre Roma i el turó de l'Esquilí, situat a l'est de la ciutat abans que Roma es fes més gran amb la construcció de la Muralla Aureliana. El turó de l'Esquilí era el cementiri de Roma durant la República i més tard es va convertir en la zona dels horts i dels jardins més bonics de l'emperador i altres de particulars com els Jardins de Mecenàs. A la banda nord de la Porta de l'Esquilina hi havia l'ager, i una secció fortificada de la Muralla Servia. Just al sud-oest de la Porta de l'Esquilina hi havia llocs notables com ara la Casa Daurada de Neró, les Termes de Titus i les Termes de Trajà. Dues vies principals, la via Labicana i la via Praenestina, tenien el seu origen a la Porta Esquilina, però sortien de Roma com una única via fins que es separaven prop de la muralla exterior de Roma, la Muralla Aureliana.

## Història
La porta estava situada a la part oriental de la Muralla Serviana. Segons el que es creia del pomerium, la frontera sagrada de la ciutat, hi havia una «tradició» romana no oficial que determinades execucions s'havien de fer «fora» de la ciutat. Diversos autors antics parlen per això de la Porta Esquilina en les descripcions d'aquests fets. Per exemple, Ciceró diu que l'execució d'Asini de Larínum es va fer fora de la Porta Esquilina, i Tàcit explica que l'astròleg Publi Marci va ser executat pels cònsols fora de la Porta Esquilina.
La porta Esquilina era també una via important per entrar i sortir de Roma. Titus Livi escriu sobre el pla estratègic del cònsol Publi Valeri Publícola per atreure els saquejadors etruscs que havien estat depredant els camps romans. Valeri Publícola va ordenar que el bestiar, que abans s'havia guardat dins de les muralles de la ciutat, fos enviat a l'exterior per la Porta de l'Esquilina perquè quan els etruscs baixessin al sud per apoderar-se del bestiar, els romans poguessin atacar-los per totes bandes. Ciceró, en un discurs que remarca la grandesa de les processons triomfals, diu que va trepitjar els seus propis llorers mentre entrava a Roma per la Porta Esquilina i això suggereix que aquesta porta s'utilitzava per entrar a la ciutat en les celebracions d'un triomf. Un altre exemple de la Porta Esquilina en la literatura antiga es troba en la descripció de Plutarc de la primera marxa de Sul·la a Roma. Sul·la va ordenar obrir-se pas per la Porta Esquilina i va enviar algunes de les seves forces a ocupar-la. Però els ciutadans que Mari havia reclutat per defensar la ciutat els van llançar maons i pedres.
En un principi la Porta Esquilina tenia només un sol arc que es va construir al segle i, però posteriorment es va convertir en una estructura d'arc triple al segle iii que tenia una alçada màxima de 8,8 metres. La construcció d'aquest arc triple va ser patrocinada per l'equites Marc Aureli Víctor l'any 262 per honrar l'emperador romà Gal·liè. Les proves arqueològiques mostren signes de fonaments de pilars addicionals, els arcs d'Aureli Víctor no van sobreviure i avui només queda un únic arc original.